# Olivier Brisebois
Pour les articles homonymes, voir Brisebois.
Olivier Brisebois (né le 12 avril 1995 à Mascouche au Québec) est un coureur cycliste canadien.

## Palmarès
- 2013
  - 5e étape du Tour de l'Abitibi
  - 3e du Tour de l'Abitibi
- 2016
  - Grand Prix de la Mairie de Contrecœur
  - Grand Prix de Sainte-Martine[1]
  - Critérium de Boucherville
  - Grand Prix de Saint-Raymond
  - 4e étape du Grand Prix de La Matapédia
  - 2e du championnat du Canada sur route espoirs
- 2017
  - Critérium de Boucherville
- 2018
  - Grand Prix de la Mairie de Contrecœur
- 2023
  - Mardis Cyclistes de Lachine
- 2024
  - Grand Prix de la Mairie de Contrecœur

## Classements mondiaux
| Année            | 2016 | 2017 |
| ---------------- | ---- | ---- |
| UCI America Tour | 237e | 288e |